# Mănăstireni
Mănăstireni (węg. Magyargyerőmonostor) – wieś w Rumunii, w okręgu Kluż, w gminie Mănăstireni. W 2011 roku liczyła 532 mieszkańców.